# Gestión de los ecosistemas

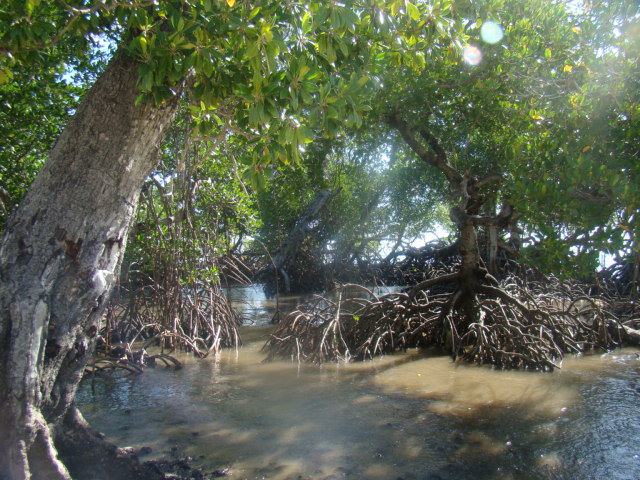
Los manglares son una parte integral de los ecosistemas.

La gestión de los ecosistemas es un proceso que tiene como objetivo conservar los principales servicios ecológicos y restaurar los recursos naturales mientras se satisfacen las necesidades socioeconómicas, políticas y culturales de las generaciones actuales y futuras.
El objetivo principal del manejo del ecosistema es el mantenimiento eficiente y el uso socialmente apropiado de los recursos naturales. Es un enfoque multifacético y holístico que requiere un cambio significativo en cómo se identifican los entornos naturales y humanos. 
Existen varios enfoques diferentes para implementar el manejo del ecosistema y estos involucran esfuerzos de conservación tanto a nivel local como paisajístico e involucran: 
- Manejo adaptativo
- Manejo de recursos naturales
- Gestión estratégica
- Comando y control de gestión

## Formulaciones
Existe una variedad de definiciones. Robert T. Lackey definió el manejo del ecosistema como "la aplicación de información ecológica y social, opciones y limitaciones para lograr los beneficios sociales deseados dentro de un área geográfica definida y durante un período específico". F. Stuart Chapin y sus coautores lo definen como "la aplicación de la ciencia ecológica a la gestión de recursos para promover la sostenibilidad a largo plazo de los ecosistemas y la entrega de bienes y servicios esenciales del ecosistema", mientras que Norman Christensen y sus coautores lo definen como, "gestión impulsada por objetivos explícitos, ejecutada por políticas, protocolos y prácticas, y adaptada mediante monitoreo e investigación basada en nuestra mejor comprensión de las interacciones y procesos ecológicos necesarios para mantener la estructura y función del ecosistema". Peter Brussard y sus colegas lo definieron como "manejar áreas a varias escalas de tal manera que se preserven los servicios de los ecosistemas y los recursos biológicos mientras se mantiene el uso humano apropiado y las opciones de sustento".
Las definiciones de gestión de ecosistemas suelen ser vagas. Varios principios básicos definen y limitan el concepto y proporcionan un significado operativo: 
1. La gestión del ecosistema refleja una etapa en la evolución continua de los valores y prioridades sociales; no es ni un principio ni un fin.
2. La gestión del ecosistema se basa en el lugar y los límites del lugar deben definirse clara y formalmente
3. La gestión del ecosistema debe mantener los ecosistemas en las condiciones adecuadas para lograr los beneficios sociales deseados
4. El manejo del ecosistema debe aprovechar la capacidad de los ecosistemas para responder a una variedad de estresores naturales y provocados por el hombre, pero todos los ecosistemas tienen una capacidad limitada para acomodar los estresores y mantener un estado deseado
5. El manejo del ecosistema puede o no resultar en un énfasis en la diversidad biológica
6. El término sostenibilidad, si se usa en absoluto en la gestión de ecosistemas, debe definirse claramente, específicamente, el marco temporal de preocupación, los beneficios y costos de la preocupación, y la prioridad relativa de los beneficios y costos
7. La información científica es importante para la gestión eficaz del ecosistema, pero es solo un elemento en un proceso de toma de decisiones que es fundamentalmente de elección pública y privada.[5]

Un principio fundamental es la sostenibilidad a largo plazo de la producción de bienes y servicios por parte del ecosistema; "la sostenibilidad intergeneracional [es] una condición previa para la gestión, no una ocurrencia tardía". Idealmente, debe haber objetivos claros y declarados públicamente con respecto a las futuras trayectorias y comportamientos del sistema que se está administrando. Otros requisitos importantes incluyen una comprensión ecológica sólida del sistema, incluida la conectividad, la dinámica ecológica y el contexto en el que está incrustado el sistema. También es importante comprender el papel de los humanos como componentes de los ecosistemas y el uso del manejo adaptativo. Si bien el manejo del ecosistema se puede usar como parte de un plan para la conservación de la vida silvestre, también se puede usar en ecosistemas manejados de manera intensiva (por ejemplo, agroecosistemas y bosques cercanos a la naturaleza). 
Como concepto del manejo de los recursos naturales, el manejo del ecosistema sigue siendo ambiguo y controvertido, en parte porque algunas de sus formulaciones se basan en afirmaciones políticas y científicas que se disputan. Estas afirmaciones son importantes para comprender gran parte del conflicto que rodea la gestión del ecosistema. Los administradores profesionales de recursos naturales, que generalmente operan desde las burocracias gubernamentales y las organizaciones profesionales, a menudo enmascaran el debate sobre afirmaciones controvertidas al representar la gestión del ecosistema como una evolución de los enfoques de gestión anteriores. 

## Historia
La gestión sostenible del ecosistema fue utilizada por gran parte de las poblaciones hace miles de años. La población nativa en el territorio de los Estados Unidos antes de la llegada de los europeos, apenas cambió los ecosistemas porque prefería adaptarse a ellos en lugar de cambiarlos. La adopción de la filosofía amplia que subyace al manejo del ecosistema es un reconocimiento de que el conocimiento técnico y científico, aunque necesario en todos los enfoques para el manejo de los recursos naturales, es insuficiente. La ciencia es simplemente un componente del manejo de los recursos naturales y el manejo del ecosistema reconoce explícitamente este hecho.

## Partes interesadas
Las partes interesadas son individuos o grupos de personas que tienen un interés o están afectados por las decisiones y acciones de política o gestión, pero también pueden tener poder para influir en los objetivos, políticas y decisiones relacionadas con la gestión del ecosistema. La naturaleza compleja de las decisiones tomadas en el manejo del ecosistema, desde escalas locales a internacionales, requiere la participación de los interesados con una diversidad de conocimientos, percepciones y valores de la naturaleza. Las partes interesadas a menudo tendrán intereses diferentes en los servicios del ecosistema. Esto significa que la gestión eficaz de los ecosistemas requiere un proceso de gestión flexible que desarrolle la confianza mutua en cuestiones de interés común con el objetivo de crear asociaciones mutuamente beneficiosas.

## Manejo adaptativo
El manejo adaptativo se basa en el concepto de que predecir las futuras influencias/perturbaciones en un ecosistema es limitado y poco claro. Por lo tanto, el objetivo del manejo adaptativo es administrar el ecosistema para que mantenga la mayor cantidad de integridad ecológica, pero también utilizar prácticas de manejo que tengan la capacidad de cambiar en función de nuevas experiencias y conocimientos.
La gestión adaptativa tiene como objetivo identificar las incertidumbres en la gestión de un ecosistema mientras se utilizan las pruebas de hipótesis para comprender mejor el sistema. En este sentido, la gestión adaptativa fomenta el aprendizaje de los resultados de las estrategias de gestión implementadas previamente. Los administradores de los ecosistemas forman hipótesis sobre el ecosistema y su funcionalidad y luego implementan diferentes técnicas de gestión para probar las hipótesis. Las técnicas implementadas se analizan para evaluar cualquier regresión o mejora en la funcionalidad del ecosistema causada por la técnica. Un análisis posterior permite la modificación de la técnica hasta que satisfaga con éxito las necesidades ecológicas del ecosistema. Por lo tanto, el manejo adaptativo sirve como un método de "aprender haciendo" para el manejo del ecosistema. 
El manejo adaptativo ha tenido un éxito mixto en el campo del manejo del ecosistema, el manejo de la pesca, el manejo de la vida silvestre y el manejo del bosque, posiblemente porque los administradores del ecosistema pueden no estar equipados con las habilidades de toma de decisiones necesarias para llevar a cabo una metodología de manejo adaptativo. Además, las prioridades económicas, sociales y políticas pueden interferir con las decisiones de gestión adaptativa. Por esta razón, el manejo adaptativo para tener éxito debe ser un proceso social y científico, enfocándose en estrategias institucionales mientras se implementan técnicas de manejo experimental.

## Manejo de recursos naturales
El término gestión de recursos naturales se usa con frecuencia cuando se trata de un recurso particular para uso humano en lugar de gestionar todo el ecosistema. Un objetivo principal de la gestión de los recursos naturales es la sostenibilidad para las generaciones futuras. Un método para lograr esto es nombrar administradores de ecosistemas para equilibrar la explotación y la conservación de los recursos naturales a largo plazo. La relación equilibrada de cada recurso en un ecosistema está sujeta a cambios a diferentes escalas espaciales y temporales. Las dimensiones como las cuencas hidrográficas, los suelos, la flora y la fauna deben considerarse individualmente y a nivel de paisaje. Se utiliza una variedad de recursos naturales para alimentación, medicina, energía y vivienda.
El concepto de gestión del ecosistema se basa en la relación entre el mantenimiento sostenible de los recursos y la demanda humana por el uso de los recursos naturales. Por lo tanto, los factores socioeconómicos afectan significativamente el manejo de los recursos naturales. El objetivo de un administrador de recursos naturales es satisfacer la demanda de un recurso determinado sin dañar el ecosistema ni poner en peligro el futuro del recurso. Se deben fomentar las asociaciones entre los administradores de los ecosistemas, los administradores de los recursos naturales y las partes interesadas para promover un uso más sostenible de los recursos naturales limitados. Los administradores de recursos naturales deben medir inicialmente la condición general del ecosistema en el que están involucrados. Si los recursos del ecosistema son saludables, los administradores pueden decidir la cantidad ideal de extracción de recursos, mientras dejan suficiente para permitir que el recurso se reponga para las cosechas posteriores. Históricamente, algunos recursos naturales han experimentado alteraciones humanas limitadas y, por lo tanto, han podido subsistir de forma natural. Sin embargo, algunos ecosistemas, como los bosques, que típicamente proporcionan considerables recursos madereros; a veces se han sometido a procesos exitosos de reforestación y, en consecuencia, se han adaptado a las necesidades de las generaciones futuras. Un recurso gestionado con éxito satisfará la demanda actual y dejará suficiente para repoblar y satisfacer la demanda futura. 
Las poblaciones humanas han aumentado rápidamente, introduciendo nuevos factores estresantes en los ecosistemas, como el cambio climático y la afluencia de especies invasoras. Como resultado, la demanda de recursos naturales es impredecible. Aunque los cambios en el ecosistema pueden ocurrir gradualmente, los cambios acumulativos pueden tener efectos negativos para los humanos y la vida silvestre. Los sistemas de información geográfica (SIG) y las aplicaciones de teledetección se pueden usar para monitorear y evaluar los recursos naturales al mapearlos en escalas locales y globales. Estas herramientas continuarán siendo altamente beneficiosas en el manejo de los recursos naturales.

## Gestión estratégica
La gestión estratégica alienta el establecimiento de objetivos que sostendrán el ecosistema mientras se tienen en cuenta los impulsores de políticas socioeconómicas y políticamente relevantes. La gestión estratégica difiere de otros tipos de gestión de ecosistemas porque mantiene a los interesados involucrados y depende de sus aportes para desarrollar la mejor estrategia de gestión para un ecosistema. De manera similar a otros modos de gestión de ecosistemas, este método otorga un alto nivel de importancia a la evaluación y revisión de cualquier cambio, progreso o impacto negativo y prioriza la flexibilidad para adaptar los protocolos de gestión como resultado de nueva información.

## Conservación a nivel de paisaje
La conservación a nivel de paisaje es un método que considera las necesidades de vida silvestre en una escala más amplia de nivel de paisaje al implementar iniciativas de conservación. Este enfoque para el manejo del ecosistema implica la consideración de sistemas ecológicos interconectados a gran escala que reconocen todo el alcance de un problema ambiental. En un mundo dominado por los humanos, sopesar los requisitos del paisaje de la vida silvestre frente a las necesidades de los humanos es un asunto complicado.
La conservación a nivel del paisaje se lleva a cabo de varias maneras. Un corredor de vida silvestre, por ejemplo, es una conexión entre parches de hábitat aislados que se proponen como una solución a la fragmentación del hábitat. En algunos enfoques de conservación a nivel de paisaje, se identifica una especie clave vulnerable a la alteración del paisaje y se evalúan sus requisitos de hábitat para identificar la mejor opción para proteger su ecosistema. Sin embargo, alinear los requisitos de hábitat de numerosas especies en un ecosistema puede ser difícil, por lo que se han considerado enfoques más integrales para comprender mejor estas variaciones en la conservación a nivel de paisaje.
La degradación ambiental inducida por el hombre es un problema creciente a nivel mundial, por lo que la ecología a nivel de paisaje juega un papel importante en la gestión del ecosistema. Los métodos de conservación tradicionales dirigidos a especies individuales deben modificarse para incluir el mantenimiento de los hábitats de vida silvestre a través de la consideración de factores ambientales tanto naturales como inducidos por el hombre.

## Comando y control de gestión
La gestión de comando y control utiliza un enfoque de resolución lineal de problemas donde un problema percibido se resuelve a través de dispositivos de control como leyes, amenazas, contratos y/o acuerdos. Este enfoque de arriba hacia abajo se utiliza en muchas disciplinas y funciona mejor con problemas que son relativamente simples, bien definidos y funcionan en términos de causa y efecto y para los cuales existe un amplio acuerdo social en cuanto a políticas y objetivos de gestión. La aplicación de la gestión de comando y control a menudo ha intentado controlar la naturaleza para mejorar las extracciones de productos, establecer la previsibilidad y reducir las amenazas. Algunos ejemplos obvios de acciones de manejo de comando y control incluyen: el uso de herbicidas y pesticidas para salvaguardar los cultivos a fin de cosechar más productos; el sacrificio de depredadores para obtener especies de caza más grandes y confiables; y la salvaguarda del suministro de madera, mediante la supresión de los incendios forestales. 
Los intentos de gestión de comando y control a menudo son contraproducentes (un problema literal en los bosques que han sido 'protegidos' del fuego por los humanos y posteriormente están llenos de acumulación de combustible) en los ecosistemas debido a sus complejidades inherentes. En consecuencia, ha habido una transición desde la gestión de comando y control debido a muchos resultados indeseables y se ha puesto un enfoque más fuerte en enfoques más holísticos que se centran en la gestión adaptativa y la búsqueda de soluciones a través de asociaciones.